# SNCB
SNCB (англ. Synuclein beta) – білок, який кодується однойменним геном, розташованим у людей на короткому плечі 5-ї хромосоми.  Довжина поліпептидного ланцюга білка становить 134 амінокислот, а молекулярна маса — 14 288.
| 10         |  | 20         |  | 30         |  | 40         |  | 50         |
| ---------- |  | ---------- |  | ---------- |  | ---------- |  | ---------- |
| MDVFMKGLSM |  | AKEGVVAAAE |  | KTKQGVTEAA |  | EKTKEGVLYV |  | GSKTREGVVQ |
| GVASVAEKTK |  | EQASHLGGAV |  | FSGAGNIAAA |  | TGLVKREEFP |  | TDLKPEEVAQ |
| EAAEEPLIEP |  | LMEPEGESYE |  | DPPQEEYQEY |  | EPEA       |  |            |

A: Аланін

D: Аспарагінова кислота

E: Глутамінова кислота

F: Фенілаланін

G: Гліцин

H: Гістидин

I: Ізолейцин

K: Лізин

L: Лейцин

M: Метіонін

N: Аспарагін

P: Пролін

Q: Глутамін

R: Аргінін

S: Серин

T: Треонін

V: Валін

Кодований геном білок за функцією належить до фосфопротеїнів. 
Локалізований у цитоплазмі.